# Ich trag dich bis ans Ende der Welt
Ich trag dich bis ans Ende der Welt ist ein deutsches Filmdrama, das im Jahr 2009 von Regisseurin Christine Kabisch für die ARD gedreht wurde.

## Handlung
Für die seit achtzehn Jahren glücklich verheiratete Enddreißigerin Anna Klaus, Hausfrau und Mutter zweier fast erwachsener Kinder, bricht die Welt zusammen, als sie zufällig Augenzeugin eines Techtelmechtels ihres Ehemanns Frank mit dessen Sekretärin Vera wird. Spontan lässt sie alles stehen und liegen und schließt sich ihrem Vater Horst Hagen an, der sich zur selben Zeit auf dem Weg in die Pyrenäen befindet, um hier den spanischen Teil des Jakobsweges nach Santiago de Compostela, und darüber hinaus bis zum Kap Finisterre zu wandern. Das Verhältnis zwischen Vater und Tochter ist gespannt, seit Horst seine inzwischen verstorbene Frau und die damals neunjährige Anna verlassen hatte.
Kurz nach ihrem Start im französischen Saint-Jean-Pied-de-Port beginnt Anna bereits konditionell zu schwächeln und muss sich Sticheleien ihres Vaters gefallen lassen. Sie macht die Bekanntschaft mit dem sympathischen Österreicher Tom. Die Enttäuschung ist groß, als er nach einer gemeinsam verbrachten Nacht mit ihrem ganzen Geld verschwunden ist. Im Verlauf der Tage kommen sich Anna und ihr Vater immer näher. Er stellt nach drei Jahrzehnten richtig, dass nicht er, sondern Annas Mutter die Trennung wollte. Aus Liebe zu ihr nahm er die Schuld auf sich. Was Anna nicht weiß: Horst ist unheilbar an Krebs erkrankt und wird bald sterben. Am Fuße des Cruz de Ferro, eines Eisenkreuzes am Jakobsweg, bricht Horst plötzlich zusammen und stirbt in den Armen seiner Tochter. Nach der Einäscherung nimmt Anna die Urne mit der Asche ihres Vaters an sich und macht sich allein auf den Weg nach Santiago de Compostela. Hier trifft sie auf ihren Mann Frank, der sie mit nach Hause nehmen will. Doch sie zweifelt, ob sie dies überhaupt noch will. Selbstbewusst erklärt sie Frank, dass sie nach Kap Finisterre weiterwandern wird – und zwar allein.
Am Atlantik angekommen übergibt Anna die Asche ihres Vaters dem Wind mit den Worten: „Du hast dich geirrt, Papa. Das ist nicht das Ende der Welt. Das Ende ist auch immer ein Anfang.“ In der Schlussszene richten sich Anna und ihre Kinder Thomas und Petra im Haus ihres Vaters und Großvaters häuslich ein.

## Kritik
„Bewegendes, gut gespieltes (Fernseh-)Familiendrama mit spirituellen Untertönen, das das Pilgern als Metapher beschreibt: Fortgehen auf ein unbekanntes Ziel hin, um letztlich bei sich selbst anzukommen.“

## Produktion
Die Dreharbeiten fanden an Originalschauplätzen entlang des Camino Francés statt. Aufnahmen entstanden unter anderem in León, Santiago de Compostela und Kap Finisterre.

## Analyse
In seiner vergleichenden Analyse von Spielfilmen über das Pilgern hebt Detlef Lienau die sensible Thematisierung des Sterbens hervor. Das Sterben gebe den Impuls zum Pilgern und auch im weiteren Verlauf überlassen sich die Protagonisten dem Geschehen des Pilgerns. Sie erfahren im Pilgern, dass sie nicht aus sich selbst heraus leben, sondern auf Gott und Menschen angewiesen sind. Pilgern lässt die eigene Begrenztheit wie auch das eigene Getragensein erfahren. Wie für Horst das Pilgern zu einer Transformation in den Tod wird, so wird das Pilgern für Anna zu einer Transformation in eine neue – von ihrem Ehemann getrennte – Lebensform.